# Regata Oxford-Cambridge

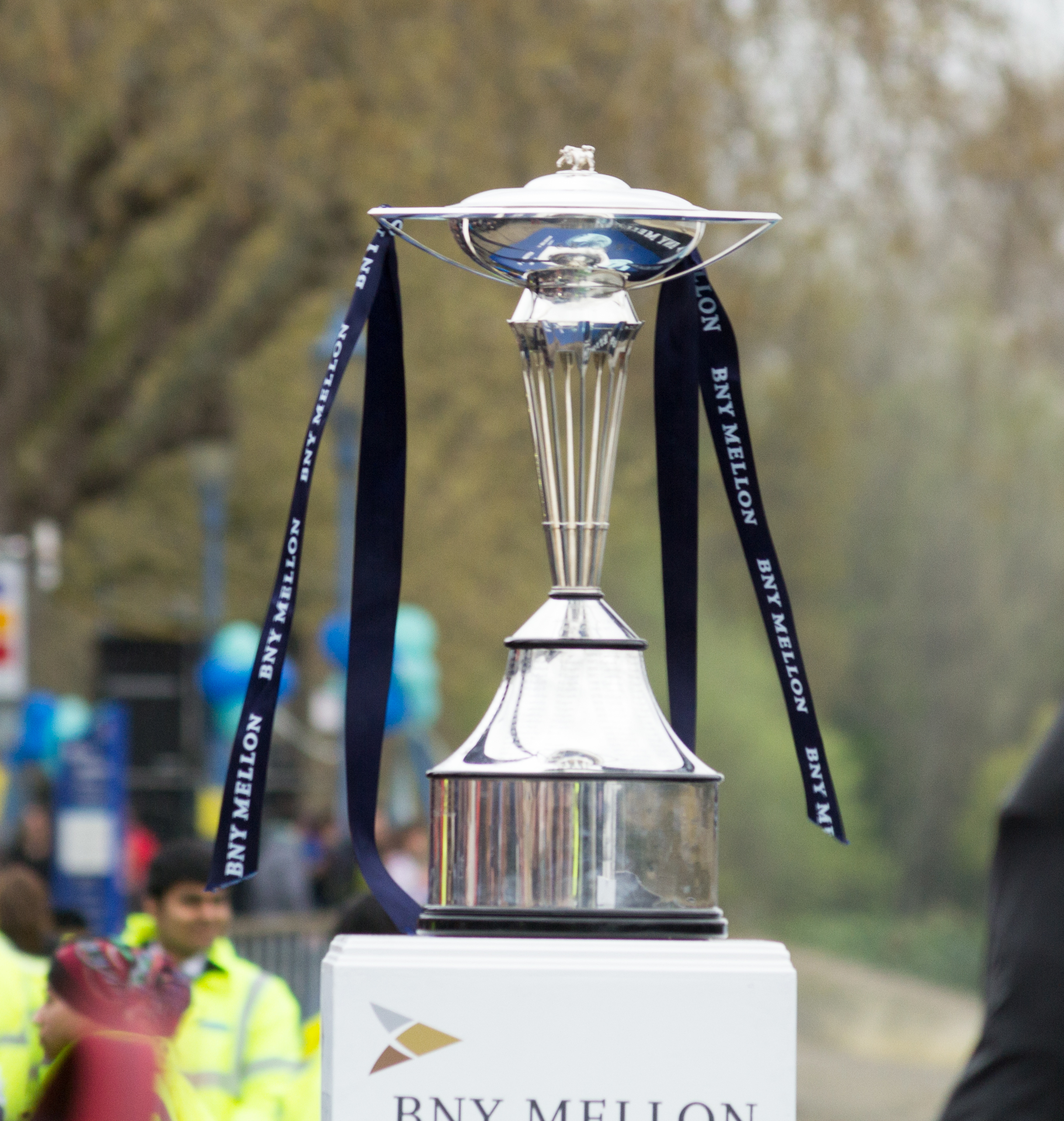
El trofeo que se entrega al ganador de la regata (2014).

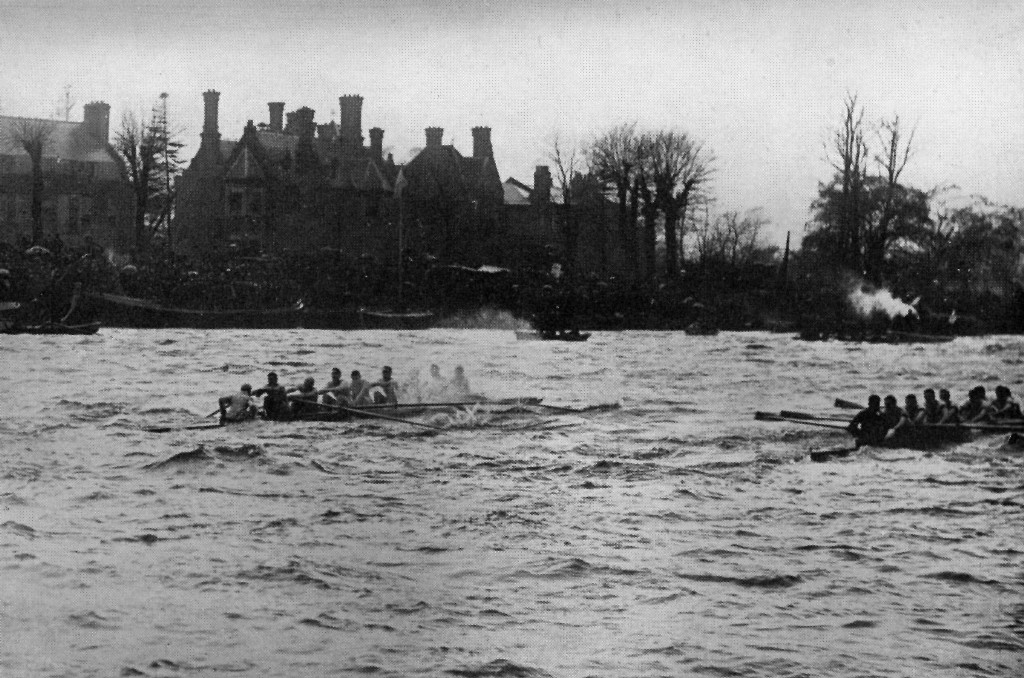
Fotografía de la regata de 1896.

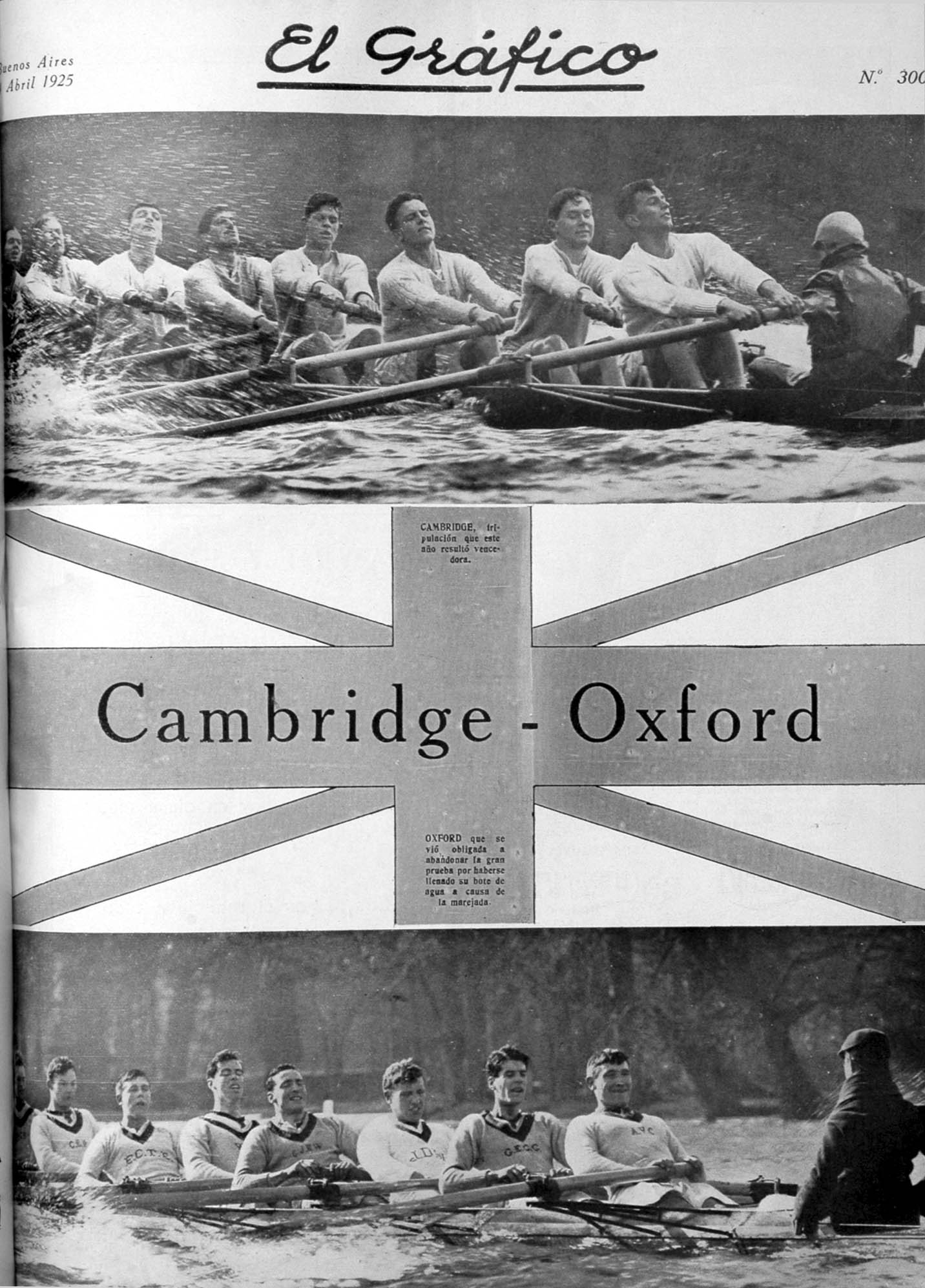
Cambridge contra Oxford en 1925.

La Regata Cambridge-Oxford es una competición de remo entre las universidades de Oxford y Cambridge que se celebra cada año en primavera en el río Támesis en Londres (Reino Unido). La primera carrera se celebró en 1829 y se ha mantenido anualmente desde 1856, con las excepciones de los períodos de las dos guerras mundiales y la pandemia de COVID-19.
El evento es muy popular, no sólo entre los alumnos de las universidades, sino también entre los aficionados a las regata y el público en general. Se estima que un cuarto de millón de personas ven la carrera desde la orilla. La audiencia televisiva de la edición de 2004 fue superior a los quinientos millones de espectadores, convirtiendo la carrera en uno de los eventos deportivos más vistos del mundo, y seguramente el evento deportivo amateur más visto.
Se conoce popularmente como azules a los miembros de los equipos, siendo el bote el "Blue Boat". Cambridge corre con azul claro y Oxford con azul oscuro.

## La regata
La regata se realiza en una longitud de 6.779 metros (4 millas y 374 yardas) desde Putney hasta Mortlake, pasando por Barnes y Hammersmith. En ella participan dos embarcaciones de ocho con timonel. La regata se realiza contracorriente, aunque se programa para empezar una hora antes de que el cauce alcance su punto máximo. La mayor parte de las regatas se han realizado en este recorrido (Putney-Mortlake), aunque alguna vez se ha cambiado el circuito:
- 1829: Se realizó en Henley-on-Thames
- 1836-1842: Se realizó entre Westminster y Putney
- 1846, 1856, 1863: Se realizó en sentido contrario. Saliendo de Mortlake y llegando a Putney
- 2021: Se realizó en Río Gran Ouse

Además durante la Segunda Guerra Mundial se realizaron cuatro regatas no oficiales por culpa de la contienda:
- 1940: Henley-on-Thames
- 1943: Sandford-on-Thames
- 1944: Río Gran Ouse
- 1945: Henley-on-Thames

Los resultados de estas regatas no se incluyen en la lista de resultados oficiales.

## Palmarés

### Masculino
| Fecha                   | Ganador                                 | Tiempo                                                                      |
| ----------------------- | --------------------------------------- | --------------------------------------------------------------------------- |
| 10 de junio de 1829     | Oxford                                  | 14:03                                                                       |
| 17 de junio de 1836     | Cambridge                               | 36:00                                                                       |
| 3 de abril de 1839      | Cambridge                               | 31:00                                                                       |
| 15 de abril de 1840     | Cambridge                               | 29:03                                                                       |
| 14 de abril de 1841     | Cambridge                               | 32:03                                                                       |
| 11 de junio de 1842     | Oxford                                  | 30:01                                                                       |
| 15 de marzo de 1845     | Cambridge                               | 23:03                                                                       |
| 3 de abril de 1846      | Cambridge                               | 21:05                                                                       |
| 29 de abril de 1849     | Cambridge                               | 22:00                                                                       |
| 15 de diciembre de 1849 | Oxford                                  | Sin información                                                             |
| 3 de abril de 1852      | Oxford                                  | 21:36                                                                       |
| 8 de abril de 1854      | Oxford                                  | 25:29                                                                       |
| 15 de marzo de 1856     | Cambridge                               | 25:45                                                                       |
| 4 de abril de 1857      | Oxford                                  | 22:05                                                                       |
| 27 de marzo de 1858     | Cambridge                               | 21:23                                                                       |
| 15 de abril de 1859     | Oxford                                  | 24:04                                                                       |
| 31 de marzo de 1860     | Cambridge                               | 26:05                                                                       |
| 23 de marzo de 1861     | Oxford                                  | 23:03                                                                       |
| 12 de abril de 1862     | Oxford                                  | 24:04                                                                       |
| 28 de marzo de 1863     | Oxford                                  | 23:06                                                                       |
| 19 de marzo de 1864     | Oxford                                  | 21:04                                                                       |
| 8 de abril de 1865      | Oxford                                  | 21:24                                                                       |
| 24 de marzo de 1866     | Oxford                                  | 25:35                                                                       |
| 13 de abril de 1867     | Oxford                                  | 22:39                                                                       |
| 4 de abril de 1868      | Oxford                                  | 20:56                                                                       |
| 17 de marzo de 1869     | Oxford                                  | 20:04                                                                       |
| 6 de abril de 1870      | Cambridge                               | 22:04                                                                       |
| 1 de abril de 1871      | Cambridge                               | 23:01                                                                       |
| 23 de marzo de 1872     | Cambridge                               | 21:15                                                                       |
| 29 de marzo de 1873     | Cambridge                               | 19:35                                                                       |
| 28 de marzo de 1874     | Cambridge                               | 22:35                                                                       |
| 20 de marzo de 1875     | Oxford                                  | 22:02                                                                       |
| 8 de abril de 1876      | Cambridge                               | 20:02                                                                       |
| 24 de marzo de 1877     | Empate                                  | 24:08                                                                       |
| 13 de abril de 1878     | Oxford                                  | 22:15                                                                       |
| 5 de abril de 1879      | Cambridge                               | 21:18                                                                       |
| 22 de marzo de 1880     | Oxford                                  | 21:23                                                                       |
| 8 de abril de 1881      | Oxford                                  | 21:51                                                                       |
| 1 de abril de 1882      | Oxford                                  | 20:12                                                                       |
| 15 de marzo de 1883     | Oxford                                  | 21:18                                                                       |
| 7 de abril de 1884      | Cambridge                               | 21:39                                                                       |
| 28 de marzo de 1885     | Oxford                                  | 21:36                                                                       |
| 3 de abril de 1886      | Cambridge                               | 22:03                                                                       |
| 26 de marzo de 1887     | Cambridge                               | 20:52                                                                       |
| 24 de marzo de 1888     | Cambridge                               | 20:48                                                                       |
| 30 de marzo de 1889     | Cambridge                               | 20:14                                                                       |
| 26 de marzo de 1890     | Oxford                                  | 22:03                                                                       |
| 21 de marzo de 1891     | Oxford                                  | 21:48                                                                       |
| 9 de abril de 1892      | Oxford                                  | 19:01                                                                       |
| 22 de marzo de 1893     | Oxford                                  | 18:45                                                                       |
| 17 de marzo de 1894     | Oxford                                  | 21:39                                                                       |
| 30 de marzo de 1895     | Oxford                                  | 20:05                                                                       |
| 28 de marzo de 1896     | Oxford                                  | 20:01                                                                       |
| 3 de abril de 1897      | Oxford                                  | 19:12                                                                       |
| 26 de marzo de 1898     | Oxford                                  | 22:15                                                                       |
| 25 de marzo de 1899     | Cambridge                               | 21:04                                                                       |
| 31 de marzo de 1900     | Cambridge                               | 18:45                                                                       |
| 30 de marzo de 1901     | Oxford                                  | 22:31                                                                       |
| 22 de marzo de 1902     | Cambridge                               | 19:09                                                                       |
| 1 de abril de 1903      | Cambridge                               | 19:33                                                                       |
| 26 de marzo de 1904     | Cambridge                               | 21:37                                                                       |
| 1 de abril de 1905      | Oxford                                  | 20:35                                                                       |
| 7 de abril de 1906      | Cambridge                               | 19:25                                                                       |
| 16 de marzo de 1907     | Cambridge                               | 20:26                                                                       |
| 4 de abril de 1908      | Cambridge                               | 19:02                                                                       |
| 3 de abril de 1909      | Oxford                                  | 19:05                                                                       |
| 23 de marzo de 1910     | Oxford                                  | 20:14                                                                       |
| 1 de abril de 1911      | Oxford                                  | 18:29                                                                       |
| 1 de abril de 1912      | Oxford                                  | 22:05                                                                       |
| 13 de marzo de 1913     | Oxford                                  | 20:53                                                                       |
| 28 de marzo de 1914     | Cambridge                               | 20:23                                                                       |
| 1915 a 1919             | Cancelada por la Primera Guerra Mundial | Cancelada por la Primera Guerra Mundial                                     |
| 28 de marzo de 1920     | Cambridge                               | 21:11                                                                       |
| 30 de marzo de 1921     | Cambridge                               | 19:45                                                                       |
| 1 de abril de 1922      | Cambridge                               | 19:27                                                                       |
| 24 de marzo de 1923     | Oxford                                  | 20:54                                                                       |
| 5 de abril de 1924      | Cambridge                               | 18:41                                                                       |
| 28 de marzo de 1925     | Cambridge                               | 21:05                                                                       |
| 27 de marzo de 1926     | Cambridge                               | 19:29                                                                       |
| 2 de abril de 1927      | Cambridge                               | 20:14                                                                       |
| 31 de marzo de 1928     | Cambridge                               | 20:25                                                                       |
| 23 de marzo de 1929     | Cambridge                               | 19:24                                                                       |
| 12 de abril de 1930     | Cambridge                               | 19:09                                                                       |
| 21 de marzo de 1931     | Cambridge                               | 19:26                                                                       |
| 13 de marzo de 1932     | Cambridge                               | 19:11                                                                       |
| 1 de abril de 1933      | Cambridge                               | 20:57                                                                       |
| 17 de marzo de 1934     | Cambridge                               | 18:03                                                                       |
| 6 de abril de 1935      | Cambridge                               | 19:48                                                                       |
| 4 de abril de 1936      | Cambridge                               | 21:06                                                                       |
| 24 de marzo de 1937     | Oxford                                  | 22:39                                                                       |
| 2 de abril de 1938      | Oxford                                  | 20:03                                                                       |
| 1 de abril de 1939      | Cambridge                               | 19:03                                                                       |
| 1940 a 1945             | Cancelada por la Segunda Guerra Mundial | Cancelada por la Segunda Guerra Mundial                                     |
| 30 de marzo de 1946     | Oxford                                  | 19:54                                                                       |
| 29 de marzo de 1947     | Cambridge                               | 23:01                                                                       |
| 27 de marzo de 1948     | Cambridge                               | 17:05                                                                       |
| 26 de marzo de 1949     | Cambridge                               | 18:57                                                                       |
| 1 de abril de 1950      | Cambridge                               | 20:15                                                                       |
| 26 de marzo de 1951     | Cambridge                               | 20:05                                                                       |
| 29 de marzo de 1952     | Oxford                                  | 20:23                                                                       |
| 28 de marzo de 1953     | Cambridge                               | 19:54                                                                       |
| 3 de abril de 1954      | Oxford                                  | 20:23                                                                       |
| 26 de marzo de 1955     | Cambridge                               | 19:01                                                                       |
| 24 de marzo de 1956     | Cambridge                               | 18:36                                                                       |
| 30 de marzo de 1957     | Cambridge                               | 19:01                                                                       |
| 5 de abril de 1958      | Cambridge                               | 18:15                                                                       |
| 28 de marzo de 1959     | Oxford                                  | 18:52                                                                       |
| 2 de abril de 1960      | Oxford                                  | 18:59                                                                       |
| 1 de abril de 1961      | Cambridge                               | 19:22                                                                       |
| 7 de abril de 1962      | Cambridge                               | 19:46                                                                       |
| 23 de marzo de 1963     | Oxford                                  | 20:47                                                                       |
| 28 de marzo de 1964     | Cambridge                               | 19:18                                                                       |
| 3 de abril de 1965      | Oxford                                  | 18:07                                                                       |
| 26 de marzo de 1966     | Oxford                                  | 19:12                                                                       |
| 25 de marzo de 1967     | Oxford                                  | 18:52                                                                       |
| 30 de marzo de 1968     | Cambridge                               | 18:22                                                                       |
| 5 de abril de 1969      | Cambridge                               | 18:04                                                                       |
| 28 de marzo de 1970     | Cambridge                               | 20:22                                                                       |
| 27 de marzo de 1971     | Cambridge                               | 17:58                                                                       |
| 1 de abril de 1972      | Cambridge                               | 18:36                                                                       |
| 7 de marzo de 1973      | Cambridge                               | 19:21                                                                       |
| 6 de abril de 1974      | Oxford                                  | 17:35                                                                       |
| 29 de marzo de 1975     | Cambridge                               | 19:27                                                                       |
| 20 de marzo de 1976     | Oxford                                  | 16:58                                                                       |
| 19 de marzo de 1977     | Oxford                                  | 19:28                                                                       |
| 25 de marzo de 1978     | Oxford                                  | 18:58                                                                       |
| 17 de marzo de 1979     | Oxford                                  | 20:33                                                                       |
| 5 de abril de 1980      | Oxford                                  | 19:02                                                                       |
| 4 de abril de 1981      | Oxford                                  | 18:11                                                                       |
| 27 de marzo de 1982     | Oxford                                  | 18:21                                                                       |
| 2 de abril de 1983      | Oxford                                  | 19:07                                                                       |
| 18 de marzo de 1984     | Oxford                                  | 16:45                                                                       |
| 6 de abril de 1985      | Oxford                                  | 17:11                                                                       |
| 29 de marzo de 1986     | Cambridge                               | 17:58                                                                       |
| 28 de marzo de 1987     | Oxford                                  | 19:59                                                                       |
| 2 de abril de 1988      | Oxford                                  | 17:35                                                                       |
| 25 de marzo de 1989     | Oxford                                  | 18:27                                                                       |
| 31 de marzo de 1990     | Oxford                                  | 17:22                                                                       |
| 30 de marzo de 1991     | Oxford                                  | 16:59                                                                       |
| 4 de abril de 1992      | Oxford                                  | 17:44                                                                       |
| 27 de marzo de 1993     | Cambridge                               | 17:00                                                                       |
| 26 de marzo de 1994     | Cambridge                               | 18:09                                                                       |
| 1 de abril de 1995      | Cambridge                               | 18:04                                                                       |
| 6 de abril de 1996      | Cambridge                               | 16:58                                                                       |
| 29 de marzo de 1997     | Cambridge                               | 17:38                                                                       |
| 28 de marzo de 1998     | Cambridge                               | 16:19                                                                       |
| 3 de abril de 1999      | Cambridge                               | 16:41                                                                       |
| 25 de marzo de 2000     | Oxford                                  | 18:04                                                                       |
| 24 de marzo de 2001     | Cambridge                               | 17:44                                                                       |
| 30 de marzo de 2002     | Oxford                                  | 16:54                                                                       |
| 6 de abril de 2003      | Oxford                                  | 18:06                                                                       |
| 28 de marzo de 2004     | Cambridge                               | 18:47                                                                       |
| 27 de marzo de 2005     | Oxford                                  | 16:42                                                                       |
| 2 de abril de 2006      | Oxford                                  | 18:26                                                                       |
| 7 de abril de 2007      | Cambridge                               | 17:49                                                                       |
| 29 de marzo de 2008     | Oxford                                  | 20:53                                                                       |
| 29 de marzo de 2009     | Oxford                                  | 17:00                                                                       |
| 3 de abril de 2010      | Cambridge                               | 17:35                                                                       |
| 26 de marzo de 2011     | Oxford                                  | 17:60                                                                       |
| 7 de abril de 2012      | Cambridge                               | 17:23 (la regata fue interrumpida, el tiempo no está marcado con exactitud) |
| 31 de marzo de 2013     | Oxford                                  | 17:28                                                                       |
| 6 de abril de 2014      | Oxford                                  | 18:36                                                                       |
| 11 de abril de 2015     | Oxford                                  | 17:34                                                                       |
| 27 de marzo de 2016     | Cambridge                               | 18:41                                                                       |
| 2 de abril de 2017      | Oxford                                  | 16:59                                                                       |
| 24 de marzo de 2018     | Cambridge                               | 17:51                                                                       |
| 7 de abril de 2019      | Cambridge                               | 16:57                                                                       |
| 2020                    | Cancelada por la pandemia de Covid-19   | Cancelada por la pandemia de Covid-19                                       |
| 4 de abril de 2021      | Cambridge                               | 14:12                                                                       |
| 3 de abril de 2022      | Oxford                                  | 16:42                                                                       |
| 26 de marzo de 2023     | Cambridge                               | 18:18                                                                       |
| 30 de marzo de 2024     | Cambridge                               | 18:56                                                                       |
| 13 de abril de 2025     | Cambridge                               | 16:56                                                                       |

### Femenino
| Fecha               | Ganador                               | Tiempo                                |
| ------------------- | ------------------------------------- | ------------------------------------- |
| 1927                | Oxford                                | 3:36                                  |
| 1929                | Newnham                               |                                       |
| 1930                | Newnham                               |                                       |
| 1934                | Oxford                                |                                       |
| 1935                | Oxford                                | 4:02                                  |
| 1936                | Oxford                                |                                       |
| 1937                | Oxford                                |                                       |
| 1939                | Oxford                                |                                       |
| 1941                | Oxford                                |                                       |
| 1942                | Cambridge                             |                                       |
| 1944                | Cambridge                             |                                       |
| 1945                | Cambridge                             |                                       |
| 1946                | Cambridge                             |                                       |
| 1948                | Cambridge                             |                                       |
| 1949                | Oxford                                |                                       |
| 1950                | Oxford                                |                                       |
| 1951                | Oxford                                |                                       |
| 1952                | Cambridge                             | 4:04                                  |
| 1964                | Cambridge                             |                                       |
| 1965                | Cambridge                             |                                       |
| 1966                | Cambridge                             |                                       |
| 1967                | Cambridge                             |                                       |
| 1968                | Cambridge                             |                                       |
| 1969                | Cambridge                             |                                       |
| 1970                | Cambridge                             |                                       |
| 1971                | Cambridge                             |                                       |
| 1972                | Cambridge                             |                                       |
| 1973                | Cambridge                             | 4:07                                  |
| 1974                | Cambridge                             |                                       |
| 1975                | Cambridge                             |                                       |
| 1976                | Oxford                                |                                       |
| 1977                | Cambridge                             |                                       |
| 1978                | Cambridge                             |                                       |
| 1979                | Cambridge                             |                                       |
| 1980                | Oxford                                |                                       |
| 1981                | Oxford                                |                                       |
| 1982                | Cambridge                             |                                       |
| 1983                | Cambridge                             | 6:29                                  |
| 1984                | Cambridge                             |                                       |
| 1985                | Oxford                                |                                       |
| 1986                | Oxford                                |                                       |
| 1987                | Cambridge                             |                                       |
| 1988                | Oxford                                |                                       |
| 1989                | Cambridge                             | 6:20                                  |
| 1990                | Cambridge                             | 7:17                                  |
| 1991                | Oxford                                | 7:29                                  |
| 1992                | Cambridge                             | 6:20                                  |
| 1993                | Cambridge                             | 6:10                                  |
| 1994                | Cambridge                             | 6:11                                  |
| 1995                | Cambridge                             | 6:02                                  |
| 1996                | Cambridge                             | 6:12                                  |
| 1997                | Cambridge                             | 6:26                                  |
| 1998                | Cambridge                             | 6:25                                  |
| 1999                | Cambridge                             | 6:01                                  |
| 2000                | Oxford                                | 6:18                                  |
| 2001                | Cambridge                             | 7:27                                  |
| 2002                | Oxford                                | 6:02                                  |
| 2003                | Oxford                                | 6:35                                  |
| 2004                | Oxford                                | 6:06                                  |
| 26 de marzo de 2005 | Cambridge                             | 6:27                                  |
| 1 de abril de 2006  | Oxford                                | 5:44                                  |
| 1 de abril de 2007  | Cambridge                             | 4:03                                  |
| 23 de marzo de 2008 | Oxford                                | 6:39                                  |
| 22 de marzo de 2009 | Oxford                                | 6:24                                  |
| 28 de marzo de 2010 | Oxford                                | 5:56                                  |
| 27 de marzo de 2011 | Oxford                                | 6:24                                  |
| 25 de marzo de 2012 | Cambridge                             | 6:38                                  |
| 24 de marzo de 2013 | Oxford                                | 7:21                                  |
| 29 de marzo de 2014 | Oxford                                | 5:50                                  |
| 11 de abril de 2015 | Oxford                                | 19:45                                 |
| 27 de marzo de 2016 | Oxford                                | 21:49                                 |
| 2 de abril de 2017  | Cambridge                             | 18:33                                 |
| 24 de marzo de 2018 | Cambridge                             | 19:10                                 |
| 7 de abril de 2019  | Cambridge                             | 18:47                                 |
| 29 de marzo de 2020 | Cancelada por la pandemia de Covid-19 | Cancelada por la pandemia de Covid-19 |
| 4 de abril de 2021  | Cambridge                             | 16:27                                 |
| 3 de abril de 2022  | Cambridge                             | 18:22                                 |
| 26 de marzo de 2023 | Cambridge                             | 20:29                                 |
| 30 de marzo de 2024 | Cambridge                             | 21:00                                 |

### Regatas no oficiales
| Fecha | Lugar              | Ganador   |
| ----- | ------------------ | --------- |
| 1940  | Henley-on-Thames   | Cambridge |
| 1943  | Sandford-on-Thames | Oxford    |
| 1944  | Río Gran Ouse, Ely | Oxford    |
| 1945  | Henley-on-Thames   | Cambridge |

## Estadísticas

### Masculino
- Cambridge: 88 victorias
- Oxford: 81 victorias
- Empate: 1 (en 1877)
- Más victorias consecutivas: Cambridge, 13 (1924-36)
- Tiempo récord: Cambridge 1998, con un registro de 16 minutos y 19 segundos (velocidad media de 24.9 kilómetros por hora)
- Margen más escaso: 30 cm (1 pie) (Oxford, 2003)
- Margen más amplio: 35 botes (Cambridge, 1839)
- Más participaciones: Boris Rankov, 6 (Oxford, 1978-1983)
- Remero más pesado: Thorsten Engelmann, Cambridge 2007, 110.8 kg
- Remero más ligero: Alfred Higgins, Oxford 1882, 60.1 kg
- Tripulación más pesada: Oxford 2009, 99.7 kg de media
- Remero más alto: Josh West, Cambridge 1999/2000/2001/2002, 2.07 metros
- Tripulación más alta: Cambridge 1999, 1.98 metros de media
- Remero más viejo: Mike Wherley, Oxford, con 36 años y 14 días el 29 de marzo de 2008 (ganador)
- Timonel más viejo: Andy Probert, Cambridge 1992 (38 años y 86 días)
- Victorias de los barcos de reserva: Goldie (Cambridge) 34; Isis (Oxford) 25

### Femenino
- Cambridge: 49 victorias
- Oxford: 30 victorias
- Tiempo récord: Cambridge 2021, con un registro de 16 minutos y 27 segundos
- Victorias de los barcos de reserva: Blondie (Cambridge) 30; Osiris (Oxford) 21